# Alloteratura plauta
Alloteratura plauta är en insektsart som beskrevs av Jin, Xingbao 1995. Alloteratura plauta ingår i släktet Alloteratura och familjen vårtbitare. Inga underarter finns listade i Catalogue of Life.